# Psičina
Psíčina je desni pritok Drave iz vzhodnih Haloz. Začenja se v strmi gozdnati grapi nad vasjo Velika Varnica tik pod razvodnim slemenom, po katerem poteka slovensko-hrvaška državna meja. Sprva teče po ozki dolini s strmimi pobočji proti severovzhodu, nato se obrne proti severu. Pri Mali Varnici se ji iz ozke in strme grape pridruži levi pritok Ložina in dolina se razširi, pri Zgornjem Leskovcu se vanjo izliva prav tako levi pritok Lipnica. Od tu naprej je dolina še bolj odprta, potok v velikih zavojih vijuga po široki naplavni ravnici mimo Spodnjega Leskovca, kjer dobi z leve strani še pritok Črna. V spodnjem toku teče mimo Repišča in Sovič ter se pri vasi Dravci izliva v nekdanji rokav Drave.
Zgornji del porečja nad Malo Varnico je zgrajen iz spodnjemiocenskega kremenovega peščenjaka (t.i. maceljski peščenjak), zato so tam pobočja zelo strma in doline ozke. Spodnji del porečja je v manj odpornem srednjemiocenskem laporju in tu so pobočja položnejša, površje manj razčlenjeno in dolinska dna širša.
Zaradi mokrotnosti in pogostih poplav je bilo dolinsko dno v preteklosti skoraj neposeljeno in večinoma v travnikih, manjše domačije so bile odmaknjene na nekoliko višje dolinsko obrobje. Vaško jedro Spodnjega Leskovca okrog župnijske cerkve in nekaj zaselkov stoji na nekoliko višji rečni terasi.
Razen na nekaj krajših odsekih je struga potoka ostala v bolj ali manj naravnem stanju, dobro je ohranjen tudi sklenjen pas obvodnega grmovnega in drevesnega rastja, ki ločuje okoliške kmetijske površine od vodnih habitatov, kjer domuje več vrst rib in številne druge živali (mdr. kačji pastirji). Kljub takšnemu stanju je zlasti v poletnem času, ko ima potok zelo malo vode, povečana nevarnost onesnaževanja vode, saj se lahko zaradi počasnega toka in majhne količine vode zmanjša vsebnost kisika v vodi pod kritično mejo in pride do pogina rib in drugih živali, kot npr. julija 2012. Dolinsko dno je tudi izpostavljeno pogostim poplavam, ki se lahko pojavijo ob močnih poletnih neurjih ali ob jesenskih deževjih, npr. septembra 2017.
Celotno porečje Psičine je vključeno v območje Natura 2000 (Vinorodne Haloze).